# Falco (série de televisão)
Falco é uma série de televisão americana produzida pela Dynamo e Spiral International. É uma adaptação da série Alemã Der letzte Bulle. Michel Brown estrela o personagem principal, Falco.
A série é composta por 14 episódios e foi lançada em 15 de julho de 2018 na plataforma Amazon Video, e em 22 de julho de 2018, estreou na rede de televisão Telemundo.

## Enredo
No meio de um procedimento policial, Alejandro Falco (Michel Brown) é baleado na cabeça e deixado em coma. Ele acorda 23 anos depois para descobrir que sua esposa se casou com outro homem e sua filha agora é uma mulher. O mundo ao redor do Falco mudou. Ele não tem ideia de como a internet funciona, ele nunca teve um celular e o rock n' roll de seus dias se tornou "clássico". Ele consegue recuperar seu antigo emprego e enfrenta casos policiais usando suas "velhas técnicas". Falco não perdeu suas técnicas de detetive ou sua irreverência e terá que aprender a trabalhar com seu novo parceiro, aceitar o namorado de sua filha e até trabalhar com o novo marido de sua ex-esposa, que, para o infortúnio de Falco, será um grande profissional aliado. Falco e sua equipe terão dificuldades para se adaptarem enquanto tentam realizar seu trabalho e descobrir o que aconteceu naquela noite, há 23 anos atrás.

## Elenco
- Michel Brown como Alejandro Falco
- Hoze Meléndez como Tenoch Caballero
- Marina De Tavira como Carolina
- Enrique Arreola como Juan Pablo Bravo
- Karina Gidi como Eva Salomón
- Danae Reynaud como Paula
- Mauricio García como Felipe Mares
- Manuel Poncelis como Elias Falco
- Juan Carlos Colombo
- Fátima Molina como Sonia